# Brocas
Brocas település Franciaországban, Landes megyében. Lakosainak száma 727 fő (2022. január 1.). Brocas Vert, Bélis, Canenx-et-Réaut, Cère, Garein, Labrit és Maillères községekkel határos.

## Népesség
A település népességének változása:
| Lakosok száma | 718  | 616  | 656  | 766  | 770  | 785  | 789  | 780  | 763  | 727  |
|               | 1968 | 1982 | 1990 | 2006 | 2013 | 2015 | 2017 | 2019 | 2020 | 2022 |